# Islands
Islands este al patrulea album al trupei britanice King Crimson, lansat în 1971.
Ultimul album al formației înainte de trilogia Larks' Tongues in Aspic, Starless and Bible Black și Red este și ultimul pe care se regăsesc versurile lui Peter Sinfield dar și ultimul disc cu sonoritatea progresivă 'tradițională' a grupului.
Albumul a avut parte de păreri împărțite. Pe album sunt patru melodii cu versuri iar dintre acestea trei dezbat probleme legate de femei. Una dintre ele, "Ladies of The Road" a fost criticată pentru misoginie. 

## Lista pieselor
1. "Formentera Lady"  (Robert Fripp, Peter Sinfield ) (10:14)
2. "Sailor's Tale" (Fripp) (7:21)
3. "The Letters" (Fripp, Sinfield) (4:26)
4. "Ladies of The Road" (Fripp, Sinfield) (5:28)
5. "Prelude: Song of The Gulls" (Fripp) (4:14)
6. "Islands" (Fripp, Sinfield) (11:51)

## Componență
- Robert Fripp - chitară, mellotron
- Peter Sinfield - versuri, sunete și viziuni
- Boz Burrell - bas, voce, coreografie
- Mel Collins - saxofoane, flaut, mellotron
- Ian Wallace - tobe, percuție